# 具象音乐
具象音乐，也称具体音乐（法語：Musique concrète），在1948年由皮埃尔·谢弗提出。他公演的第一部具象音乐作品是《铁路上的练习曲》（Etude aux Chemins de Fer）。皮埃尔·谢弗对何为具象音乐的诠释是：“以往的非具象的音乐是指作曲家将音乐转换成作曲符号，写在乐谱上，由音乐家识谱后演奏才产生音乐。可是乐谱不能发声，只是传达音乐的载体，对音乐的诠释是抽象的符号，而不是音乐本身。具象音乐直接将声音录制，直接在声音上进行创作，听到的便是声音的全部面貌，不再需要符号等抽象的工具来过渡，创作手法本身便是具象的。”
具象音乐的创作，就是将来源各异的录音——无论来自广播公司声音资料库抑或自行录制的声音片段，以创造性的后期制作技术，调变出传统乐器所不可能表现的音乐。这种录音不强调音源物，却强调声音的抽象造形性，其方法与造型艺术的几何构成、拼贴手法若合，却远离了勋伯格（Arnold Schoenberg）的十二音列理论。
皮埃尔·亨利（Pierre Henry）也是具象音乐的先驱之一。与皮埃尔·谢弗也与一起工作并创作了《为一个人而做的交响曲》(Symphonie pour un Homme Seul)与《一扇门和休止符的变奏曲》(Variation pour une Porte et Soupire)，后者的曲目由十二个乐章组成，后来还与莫里斯·贝嘉（Maurice Béjart）合作编排成了现代芭蕾舞剧。